# Daniela Nering
Daniela Nering (* vor 1990) ist eine deutsche Theaterschauspielerin.

## Leben
Nering wurde am Münchner Schauspielstudio zur Schauspielerin ausgebildet. Seit ihrem Abschluss dort wirkt sie in zahlreichen Produktionen am Sensemble Theater mit.
Sie hält zudem zahlreiche Lesungen und leitet seit 2007 die Amateur-Theatergruppe Actpool und gibt Workshops.
Nering lebt in Augsburg.

## Theatrografie (Auswahl)
- 2010: Familienglück! Champagner!
- 2010: Barbie, schieß doch!
- 2010: Plan B – Die Stadtratssitzung
- 2011: Vater Mutter Geisterbahn
- 2012: Draußen vor der WG
- 2012: Wolf sein
- 2013: Offene Zweierbeziehung
- 2014: Love Peace and Happiness